# 정보통신산업진흥원
정보통신산업진흥원(情報通信産業進興院, National IT Industry Promotion Agency, NIPA)은 공공기관 선진화 2차 계획에 따라 지식경제부(현 과학기술정보통신부 및 기획재정부 ) 산하 IT관련 3개기관(정보통신연구진흥원, 한국소프트웨어진흥원, 한국전자거래진흥원)을 통합하여 설립된 위탁집행형 준정부기관이다('09년 8월 설립). 정보통신산업을 효율적으로 지원하여 정보통신산업의 기반을 조성함으로써 정보통신산업의 경쟁력을 강화하고 국민경제의 발전에 이바지함을 목적으로 한다. 소재지는 충청북도진천군 혁신도시 내 NIPA빌딩과 대전광역시 유성구 엑스포로567이다.

## 주요기능 및 역할
- 정보통신산업 정책연구 및 정책수립 지원
- 정보통신산업 육성, 발전 및 전문인력 양성 등 기반조성사업
- 정보통신산업 발전을 위한 유통시장 활성화 및 마케팅 지원
- 정보통신기술의 융합 및 활용에 관한 사업
- 정보통신산업 관련 국제교류, 협력 및 해외진출 지원 등

## 연혁
- 2009년 8월 24일: 정보통신산업진흥원 설립(공공기관 선진화 2차 계획, 기획재정부)
  - 지식경제부내 산재된 IT산업진흥 기능 통합(3개기관): 정보통신연구진흥원(R&D기능 제외), 한국소프트웨어진흥원, 한국전자거래진흥원
- 2009년 11월 5일: 부설 소프트웨어공학센터 개소
- 2010년 4월 20일: 소프트웨어고충처리센터 개소
- 2015년 7월 23일: 서울 송파구에서 충북 진천군(혁신도시)으로 이전

## 조직

### 이사회

#### 정보통신산업진흥원장
- 비상임이사
- 감사실

##### 경영전략실 00
- 기획평가단
  - 전략기획팀
  - 산업혁신팀
  - 사업관리팀
  - 평가관리팀
  - 홍보협력TF팀
- 경영지원단
  - 기획예산팀
  - 재무회계팀
  - 인사노무팀
  - 총무정보팀
  - 정보보호TF

##### 소프트웨어산업진흥본부
- SW산업기획팀
- 공개SW진흥팀
- 지역SW신산업진흥팀
- SW공학기술팀
- SW품질혁신팀
- 공공SW제도적용팀

##### ICT 융합 신산업본부
- 지능정보ㆍ융합기획팀
- ICT융합확산팀
- IoT산업진흥팀
- 클라우드산업기반팀
- 클라우드산업진흥팀
- 3D프린팅산업진흥팀

##### 디지털콘텐츠사업본부
- DC산업기획팀
- DC산업기반조성팀
- 융합콘텐츠진흥팀
- VR산업진흥팀

##### 글로벌 ICT 본부
- 글로벌전략팀
- 글로벌협력팀
- 해외진출팀
- 창업지원팀
- 글로벌인력팀
- KIC실리콘밸리
- 싱가포르IT지원센터
- 하노이IT지원센터
- 호치민IT지원센터
- 한·인도SW상생협력센터

### 부설기관
- 소프트웨어정책연구소
- 정보통신기술진흥센터